# ハリー・ダクレ
ハリー・ダクレ（Harry Dacre）ことフランク・ディーン（Frank Dean、1857年9月 - 1922年7月16日）は、イギリスの作詞作曲家である。代表作は『デイジー・ベル』である。

## 生涯
ディーンはマン島で生まれ、1857年9月6日に洗礼を受けた。マンチェスターに移り住んだ後、1882年頃にランカシャー州プレストンに移り住んだ。彼は作詞作曲で身を立てることを決意し、ハリー・ダクレやヘンリー・デッカー（Henry Decker）というペンネームを使った（いくつかの情報源では、後者を彼の生名としている）。最初の2年間で約600曲を発表したと彼自身は後に主張しているが、最初に成功したのは"The Ghost of Benjamin Binns"（ベンジャミン・ビンスの幽霊）という曲だった。この曲は、1885年にブライトンでミュージックホール歌手のハリー・ランドールが初めて歌った。作曲活動のストレスが健康に影響しているとして、オーストラリアに4年間滞在した。一旦イギリスに戻った後、1891年にアメリカに向けて出発した。
彼が渡米した時、持ち込んだ自転車に対する関税を支払う必要があった。彼の友人のウィリアム・ジェロームは、「二人乗りの自転車（bicycle built for two）を持って来なくて良かったな。関税が2倍になるところだった」と言った。ダクレは「二人乗りの自転車」というフレーズを気に入り、すでに原型を作っていた『デイジー・ベル』にこのフレーズを織り込んだ。ニューヨークに滞在中の1892年、ロンドンのミュージックホールで公演するケイティー・ローレンスに、この曲を歌うよう依頼した。この曲はすぐにロンドンのミュージックホールで人気を博し、さらに世界的なヒット曲となった。
ダクレはロンドンに戻り、1895年に自身の出版社、フランク・ディーン社（Frank Dean and Co.）を立ち上げた。その後も曲を作り続け、"Katie O'Connor"（1891年）、"I Can't Think of Nuthin' Else But You, Lulu"（1896年）、リル・ホーソーンの歌唱で人気を博した"I'll Be Your Sweetheart"（1899年）などのヒット曲を出した。法律では楽譜の海賊版を防ぐことができないことに気づいて、数年間音楽業界から撤退したが、T・P・オコナーの提案による「音楽著作権法」（Musical Copyright Act）が1906年に成立したことで業界に復帰した。
晩年はロンドンのランガムプレイスに居を構え、そこで1922年に死去した。